# Campionato mondiale di canoa polo 2012
I decimi Campionati mondiali di canoa polo si sono tenuti a Poznań in Polonia presso il lago Malta dal 5 al 9 settembre 2012 e hanno visto la vittoria dei Paesi Bassi nella categoria maschile senior, della Francia in quella U21 e della Germania nelle due competizioni femminili. Hanno visto la partecipazione di 23 squadre maschili senior, 16 squadre maschili U21, 17 squadre femminili senior e 7 squadre femminili U21. In totale le nazioni partecipanti erano 25 (Namibia e Repubblica Ceca non avevano la squadra maschile senior ma solo quella U21), di cui 15 europee, 3 asiatiche, 3 americane, 2 africane e 2 dell'Oceania. Notevoli sono stati i risultati della Germania, che ha vinto una medeglia per ciascuna categoria (2 d'oro, 1 d'argento e 1 di bronzo), mentre l'Italia (che non aveva la squadra femminile U21) non è andata oltre il 5º posto della squadra senior.

## Classifica maschile senior
| Pos. | Squadra       |
| ---- | ------------- |
|      | Paesi Bassi   |
|      | Germania      |
|      | Francia       |
| 4    | Australia     |
| 5    | Italia        |
| 6    | Danimarca     |
| 7    | Svezia        |
| 8    | Spagna        |
| 9    | Svizzera      |
| 10   | Regno Unito   |
| 11   | Polonia       |
| 12   | Belgio        |
| 13   | Nuova Zelanda |
| 14   | Taipei cinese |
| 15   | Canada        |
| 16   | Giappone      |
| 17   | Sudafrica     |
| 18   | Russia        |
| 19   | Stati Uniti   |
| 20   | Singapore     |
| 21   | Portogallo    |
| 22   | Brasile       |
| 23   | Finlandia     |

## Classifica femminile senior
| Pos. | Squadra       |
| ---- | ------------- |
|      | Germania      |
|      | Regno Unito   |
|      | Australia     |
| 4    | Nuova Zelanda |
| 5    | Francia       |
| 6    | Italia        |
| 7    | Paesi Bassi   |
| 8    | Polonia       |
| 9    | Spagna        |
| 10   | Svizzera      |
| 11   | Taipei cinese |
| 12   | Singapore     |
| 13   | Stati Uniti   |
| 14   | Canada        |
| 15   | Giappone      |
| 16   | Danimarca     |
| 17   | Russia        |

## Classifica maschile U21
| Pos. | Squadra       |
| ---- | ------------- |
|      | Francia       |
|      | Regno Unito   |
|      | Germania      |
| 4    | Nuova Zelanda |
| 5    | Spagna        |
| 6    | Danimarca     |
| 7    | Giappone      |
| 8    | Italia        |
| 9    | Polonia       |
| 10   | Paesi Bassi   |
| 11   | Russia        |
| 12   | Belgio        |
| 13   | Portogallo    |
| 14   | Canada        |
| 15   | Rep. Ceca     |
| 16   | Namibia       |

## Classifica femminile U21
| Pos. | Squadra       |
| ---- | ------------- |
|      | Germania      |
|      | Francia       |
|      | Nuova Zelanda |
| 4    | Regno Unito   |
| 5    | Polonia       |
| 6    | Canada        |
| 7    | Giappone      |

## Classifiche cannonieri

### Torneo maschile senior
27 (9)  Luca Bellini
25 (2)  Jakub Maslak
22 (8)  Jonas Vieren
19 (3)  Bryce Hollmann

### Torneo femminile senior
30 (1)  Aimee Robson
18 (3)  Ginny Coyles
16 (5)  Thirsa Lakerveld
13 (2)  Alexandra Bonk

### Torneo maschile U21
22 (1)  Ryota Kimura
19 (7)  Ryckeboer Ewout
17 (1)  Gianmarco Emanuele
15 (4)  Alexander Zatona

### Torneo femminile U21
18 (7)  Elizabeth Barratt
14 (2)  Lena Bartels
14 (7)  Britta Sekts
12 (3)  Angie Koening